# ولایت هوکی

نقشه ژاپن در سال ۱۸۶۸ میلادی. این ولایت با رنگ تیره مشخص شده است.

ولایت هوکی (به ژاپنی: 伯耆国 Hōki-no kuni) یکی از ولایت‌ها در تقسیم‌بندی کشوری قدیم ژاپن بود.